# 국도 제228호선 (중국)
국도 제228호선(중국어: 228国道)은 랴오닝성 단둥시에서 출발하여, 광시 좡족 자치구의 둥싱시까지 이어주는 중화인민공화국의 일반 국도이다.
이 도로는 서류상으로 볼 때 앞으로 조성될 계획에 있는 국도 노선이기도 하지만 국경과 인접된 지역과도 바로 관통되어 있는 특이한 도로망이기도 하며, 대표적으로 볼 때 하나는 조중 국경(조중우의교)을 건너게 되며, 또 다른 하나는 베트남-중화인민공화국 국경까지 이어주기도 한다.
형식상의 경로는 통상적으로 볼 때, 랴오닝성은 다롄시와 잉커우시를, 톈진시의 경우 빈하이 신구를 관통하고 있으며, 허베이성은 황화시를, 산둥성은 둥잉시와 옌타이시, 웨이하이시 그리고 르자오시가, 장쑤성 같은 경우 롄윈강시와 난퉁시를, 저장성에는 자싱시와 닝보시, 타이저우시 그리고 원저우시, 닝더시를, 푸젠성은 푸저우시와 취안저우시 그리고 샤먼시를, 광둥성에는 산터우시와 선전시, 주하이시 그리고 잔장시를, 마지막으로 광시 좡족 자치구 같은 경우, 베이하이시와 팡청강시를 거쳐서 오는 구간으로 드러난다. 다만 총 연장은 아직 불확실한 것으로 보인다. 따라서, 해당 국도 노선은 대체적으로 보면 중국 대륙 본토의 해안선을 그대로 따라가는 선형을 가지고 있는 것으로 드러난다.

## 여담
이 국도 번호와 같은 번호를 대만 지구에서 서류상 존재했던 국도 노선인 구 228번 국도(1981년 제정, 2013년 폐지)도 있으나 이 국도는 대한민국의 일반 국도 노선 가운데 일부 또는 전체가 조선민주주의인민공화국의 실효 지배하에 들어간 상태여서 대한민국의 관리가 당연히 불가한 노선들과 동일하게 서류상 존재하게 되는 국도 노선만 있는 것과 비슷한 이치인 것으로 드러난다.